# Amanda Bynes

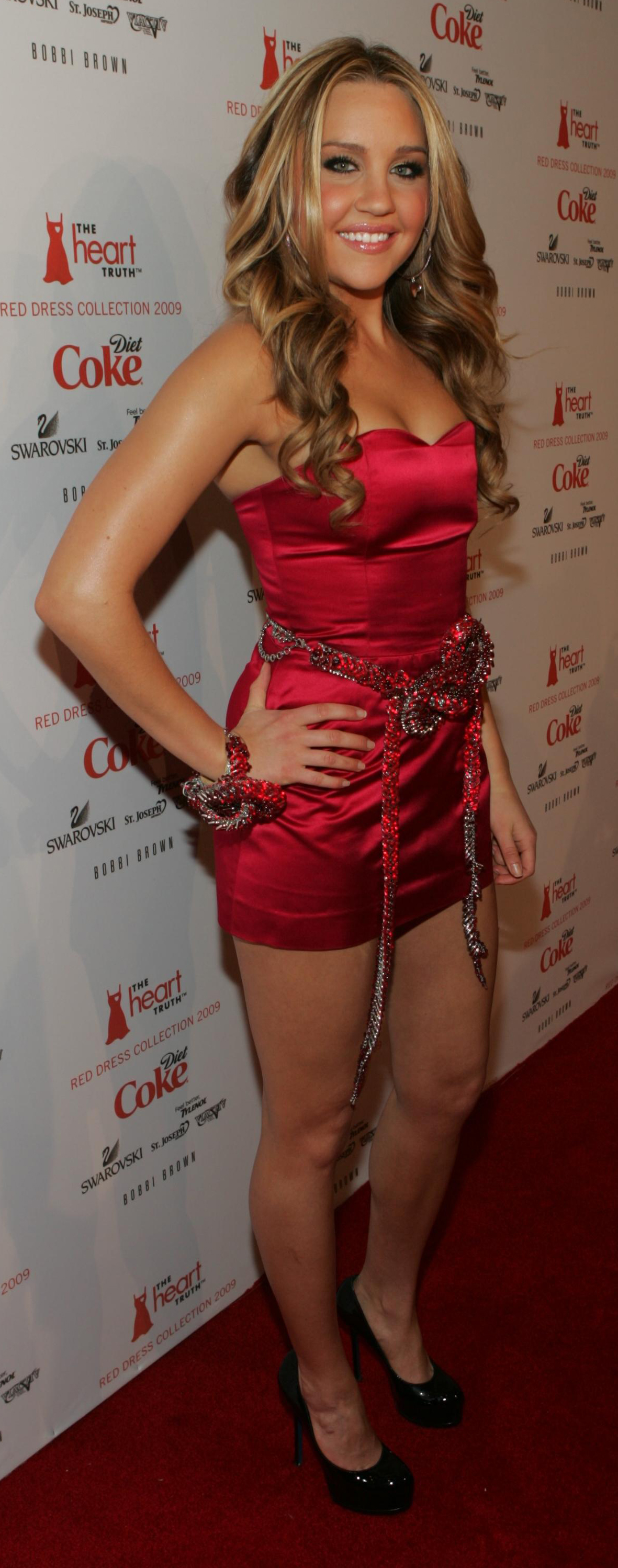
Amanda Bynes

Amanda Laura Bynes (n. 3 aprilie 1986, Thousand Oaks, California) este o actriță americană. Bynes a început să fie cunoscută la sfârșitul anilor 1990 începutul anilor 2000 odată cu apariția sa în serialele Nickelodeon All That și The Amanda Show. În perioada 2002 - 2006, a apărut în sitcomul WB What I Like About You. Bynes a apărut și în câteva filme, printre care What a Girl Wants (2003), She's the Man (2006), Hairspray (2007), Sydney White (2007) și Easy A (2010). Ca uramre a săvârșirii unor infracțiuni în 2012, Bynes a fost arestată în mai 2013 pentru posesie de marijuana și a fost plasată într-o instituție  psihiatrică două luni mai târziu.

## Legături externe
- Amanda Bynes la Internet Movie Database
- Amanda Bynes la Allmovie
- „Biography of Amanda Bynes”. TVGuide.com. Arhivat din originalul de la 16 iunie 2011. Accesat în 15 octombrie 2010.